# Élisabeth Parmentier
Pour les articles homonymes, voir Parmentier.
Élisabeth Parmentier, née en 1961, est une théologienne protestante française et une professeure de théologie pratique à l'université de Genève. Elle est spécialiste de théologie féministe.

## Biographie
Élisabeth Parmentier obtient une maîtrise en germanistique en 1982, puis elle fait ses études à la faculté de théologie protestante de Strasbourg, où elle obtient son master en 1985. Elle est ordonnée pasteure dans l'Église protestante de la Confession d'Augsbourg d'Alsace et de Lorraine en 1988. Elle soutient en 1996 une thèse de doctorat, intitulée Les Filles prodigues. Éléments pour un dialogue entre les théologies féministes et la théologie classique, sous la direction d'André Birmelé. Elle est nommée maître de conférences à la faculté de théologie protestante de Strasbourg en 1996. Elle obtient son habilitation universitaire en 1999, puis est nommée professeure en 2000. Depuis 2015, elle est professeure ordinaire à la faculté de théologie protestante de l'université de Genève, première titulaire de la chaire Irène Pictet fondée pour l'enseignement de la théologie pratique en Suisse romande,. En 2018, elle est vice-doyenne de la faculté de théologie, avant d'en être élue doyenne en 2021, première femme à occuper cette fonction. En 2023, elle est élue co-présidente protestante du Groupe des Dombes.

## Activités de recherche et éditoriales
Élisabeth Parmentier est l'auteure de plusieurs travaux consacrés aux femmes dans la Bible et à la théologie féministe,.
Dans le cadre d'un travail de réécriture de la Bible, elle codirige, avec la théologienne catholique canadienne Pierrette Daviau, un comité d’une vingtaine de femmes théologiennes, protestantes et catholiques francophones. L'intitulé de l'ouvrage, Une bible des femmes, est une référence au travail d'exégèse critique réalisé à la fin du XIXe siècle par la suffragiste et écrivaine féministe Elizabeth Cady Stanton et publié sous l'intitulé Woman’s Bible en 1895 et 1898.

## Publications
- Les Filles prodigues : défis des théologies féministes, Labor et Fides, 1999, coll. Lieux théologiques, 279 p.  (ISBN 2-8309-0907-0)
- L’Écriture vive. Interprétations chrétiennes de la Bible, Genève, Labor et Fides, 2004, 285 p.
- Catholiques et protestants, théologiens du Christ au XXe siècle, avec Michel Deneken, Paris : Mame-Desclée, 2009, 565 p.  (ISBN 9782718909905)
- Pourquoi prêcher ? Plaidoyers catholique et protestant pour la prédication, avec Michel Deneken, Labor et Fides, 2010, 272 p.
- Marthe et Marie en concurrence ? Des Pères de l’Église aux commentaires féministes, avec Pierrette Daviau, Montréal, Médiaspaul, 2012, 181 p. compte rendu
- (co-dir.) Une bible des femmes, avec Pierrette Daviau & Lauriane Savoy, Labor et Fides, 2018  (ISBN 978-2830916638)
- Cet étrange désir d'être bénis, Labor et Fides, 2020, 344 p. (ISBN 978-2-8309-1685-0).
- Denis Fricker et Élisabeth Parmentier (dir.), Une Bible. Des hommes : Regards croisés sur la masculinité, Labor et Fides, 2021, 256 p. (ISBN 978-2-8309-1737-6).
- Salvatore Loiero et Élisabeth Parmentier (dir.), Points chauds pour l'avenir de l’Église : Regards croisés en francophonie, Academic Press Fribourg, 2023, 320 p. (ISBN 978-2-9407-1598-5).